# Орбіта (телекомпанія)
Телекомпанія «Орбіта» — регіональна телекомпанія у Донецькій області.

## Історія
Телекомпанія «Орбіта» виходить в ефір з 11 січня 1994 року. Мовлення ведеться цілодобово.
У 2011 році телекомпанія отримала ліцензію на мовлення в багатоканальному цифровому мультиплексі MX-5 і з 1 грудня цьогоріч разом з аналоговим мовленням на 21 ТВК каналі здійснюється трансляція на 63 (810 mHz) каналі в форматі DVB-T2.
31 серпня 2024 року цей телеканал тимчасово призупинив мовлення. 12 вересня цьогоріч телеканал відновив мовлення.

## Зона мовлення
Зона впевненого прийому сигналу телекомпанії-північно-західна частина Донецької області і східна частина Дніпропетровської.

## Тематика
Основою роботи всієї телекомпанії є висвітлення життєдіяльності міст Покровська, Мирнограда, Родинського, Селидового, Добропілля та Новогродівки, а також Покровського і Добропільського районів Донецької області.
Особлива увага приділяється темам православ'я і духовності.

## Кіновиробництво
У 2018 році «Телекомпанія «Орбіта» завершила роботу над документальним фільмом "Торські степи: життя, смерть... воскресіння?".